# Einhard
Einhard (også: Eginhard, Einhart; ca. 775 – 14. marts 840 i Seligenstadt i Tyskland) var en frankisk lærd og historiker, mest kendt for sin biografi af Karl den Store.
Einhard var Alcuin af Tours' efterfølger som rådgiver ved Karl den Stores hof og lærer i den kongelige skole. Efter Karls død blev han kansler for Ludvig den Fromme og derefter abbed af klosteret i Seligenstadt. På grund af sit tekniske talent fik han tilnavnet "Beseleel" efter det Jø Templet i Jerusalems arkitekt. Han skrev en række værker, hvoraf det mest kendte er skrevet på en opfordring af Ludvig den Fromme. Det er en biografi over Karl den Store, Vita Karoli Magni, eller Karl den Stores liv (ca. 817–830). Han var i sin samtid en af de mest respekterede lærde i det latinske Vesteuropa.

## Liv
Einhard var fra den østlige del af Frankerriget, hvor den tysktalende befolkning var i flertal. Han blev uddannet i Fulda, som var et af de mest imponerende lærecentre i Frankerriget. Han blev modtaget ved Karl den Stores hof omkring år 791/ 792. Karl den Store kunne ikke læse, men gjorde en aktivt indsats for at fremme litteraturen og at omgive sig med lærde mænd. Hvortil først den northumbriansk lærde Alcuin af Tours var tilkaldt for at etablere og lede en kongelig skole. Efter Alcuins død overtog Einhard denne rolle.
Einhard var teknisk begavet og ledede talrige byggearbejder for Karl den Store, blandt andet broen over Mainz, katedralen i Aachen og paladsbygningerne i Aachen og Ingelheim. Til trods for at Einhard var nært knyttet til kong Karl fik han aldrig en selvstændig stilling under hans regime. Han var i Karl den Store følge på alle hans rejser. Han var sendebud til Rom i 806 og i 813 rådede han Karl til at krone sønnen Ludvig som medregent. Da Karl døde året efter blev Ludvig enekonge over Frankerriget og alle dets besiddelser undtaget Italien. Einhard blev kongens kansler. 
I striden som mellem kong Ludvig den Fromme og hans sønner forsøgte Einhard at forhandle en fredsaftale på plads. Da det ikke lykkedes, trak han sig tilbage i løbet af foråret 830. Han grundlagde et kloster, Einhardsbasilikaen, i Steinbach. Seligenstadt (= "den hellige by") hed i 800-tallet Obermühlheim  er en af de ældste byer i Tyskland: den blev grundlagt af Einhard. Selv om han ledede flere klostre, og efter tidens skik blev tituleret abbed, tyder det ikke på, han selv var gejstlig.
I 836 døde hans hustru Imma, en søster af biskop Bernhard af Worms, og den 14. marts 840 døde Einhard i Seligenstadt.

## Værker
- Vita Karoli Magni
- Translatio et Miracula SS. Marcellini et Petri
- De adoranda cruce

Af Einhards fire kendte værker er det mest betydningsfulde biografien over Karl den Store, Vita Karoli Magni. Som den eneste samtidige biografiskriver over kongens liv og person kunne han benytte sig af de kongelige annaler. Hans litterære forbillede var det klassiske værk af den romerske historiker Sveton (Suetonius) De vita Caesarum (De tolv kejseres liv) fra 121. Einhards værk om Karl den Store er ikke upartisk i den forstand, at det blev skrevet for at prise Karl den Store. Men han bortforklarede forskelligt, som var til gene for kongen, som fx hans døtres moral, men de bliver dog nævnt. Sammenlignet med samtidige biografer er Einhard rimelig korrekt i sin beskrivelse af hændelserne. Når han beskrev Karl den Store som en kæmpe var det rimeligt: Kongens skelet blev målt i 1700-tallet til 1,93 meter, hvilke var betydelig over gennemsnitshøjden. Med Einhards egne ord: 
Karl var stor og stærk, og af en anselig vækst, og smukt hvidhåret, med en uforholdsmæssig tyk nakke; han er kendt for at have været syv gange så høj som hans fod. Den øverste del af hans hoved var rundt, hans øjne meget store og livfulde, næsen noget lang, håret hvidt, og ansigtet lattermildt og lystig. Selv om hans fremtræden altid var stolt og ærværdig, hvad enten han sad eller gik, skønt hans nakke var tyk og noget kort, og hans mave var fremtrædende, men symmetrien i resten af kroppen skjulte disse mangler. Hans gang var bestemt, hele hans holdning var mandig og hans stemme var klar, men ikke så stærk som hans størrelse vil have en til at tro.
Et andet betydningsfuldt værk er Translatio et Miracula SS. Marcellini et Petri, en optegnelse af flytningen af relikvierne af to helgener fra Rom til Seligenstadt og om mirakler om det. Der findes også et kort teologisk skrift, De adoranda cruce, og en samling med breve.